# بلومينغديل
بلومنجديلز (بالإنجليزية: Bloomingdale, Georgia)‏ هي مدينة تقع في مقاطعة تشاثام، جورجيا بولاية جورجيا في الولايات المتحدة. تبلغ مساحة هذه المدينة 34.4 (كم²)، وترتفع عن سطح البحر 6 م، بلغ عدد سكانها 2713 نسمة في عام 2010 حسب إحصاء مكتب تعداد الولايات المتحدة.

## وصلات خارجية
- Cities & Counties - Georgia.gov